# Le Voyage de Gulliver à Lilliput et chez les géants
Le Voyage de Gulliver à Lilliput et chez les géants je francouzský němý film z roku 1902. Režisérem je Georges Méliès (1861–1938). Film trvá zhruba čtyři minuty a natočen byl podle cestopisu Jonathana Swifta z roku 1726 Gulliverovy cesty. Ve Spojených státech vyšel pod názvem Gulliver's Travels Among the Lilliputians and the Giants a ve Spojeném království jako Gulliver's Travels—In the land of the Lilliputians and the Giants.

## Obsazení
| Georges Méliès | Lemuel Gulliver |